# André Haefliger
André Haefliger (Nyon, 22 de maio de 1929 - 7 de março de 2023) foi um matemático suíço. Foi especialista em topologia.

## Publicações selecionadas
- Structures feuilletées et cohomologie à valeur dans un faisceau de groupoïdes. Comment. Math. Helv. 32 1958 248–329.
- Plongements différentiables de variétés dans variétés. Comment. Math. Helv. 36 1961 47–82.
- com Armand Borel: La classe d'homologie fondamentale d'un espace analytique. Bull. Soc. Math. France 89 1961 461–513.
- com Morris Hirsch: Immersions in the stable range. Ann. of Math. (2) 75 1962 231–241.
- Knotted (4k−1)-spheres in 6k-space. Ann. of Math. (2) 75 1962 452–466.
- Variétés feuilletées. Ann. Scuola Norm. Sup. Pisa (3) 16 1962 367–397.
- Differential embeddings of Sn in Sn+q for q>2. Ann. of Math. (2) 83 1966 402–436.
- com Raoul Bott: On characteristic classes of Γ -foliations. Bull. Amer. Math. Soc. 78 (1972), 1039–1044.
- Groupoïdes d'holonomie et classifiants. Transversal structure of foliations (Toulouse, 1982). Astérisque No. 116 (1984), 70–97.
- com Martin Bridson: Metric spaces of non-positive curvature. Grundlehren der Mathematischen Wissenschaften 319. Springer-Verlag, Berlin, 1999. ISBN 3-540-64324-9